# Pat Powers
Pat Powers, all'anagrafe Patrick Anthony Powers, (Waterford, 8 ottobre 1870 – New York, 30 luglio 1948), è stato un produttore cinematografico e regista irlandese naturalizzato statunitense.
Soprannominato The Fighting Irishman, fu uno dei pionieri dell'industria cinematografica statunitense.

## Biografia
Powers iniziò a lavorare in società con Joseph A. Schubert, Sr., vendendo fonografi dal 1900 al 1907. I due, nel 1907, formarono la Buffalo Film Exchange, una società che acquistava le pellicole dai produttori e le noleggiava ai nickelodeon dove venivano proiettate. Powers lasciò ben presto Buffalo, dove viveva, per trasferirsi a New York. Qui, fondò la Powers Motion Picture Company. A Pirate of Turkey, una pellicola a un rullo, fu nel 1909 il primo dei 905 film prodotti da Pat Powers nella sua carriera. 
Nel 1912, la piccola compagnia di Powers si fuse con la Independent Moving Pictures di Carl Laemmle e con altre compagnie indipendenti, creando in tal modo l'Universal Film Manufacturing Company, quella che sarebbe poi diventata una delle major di Hollywood, l'Universal Pictures. Per la nuova compagnia, Powers lavorò come tesoriere.
Nel giugno 1927, Powers fece, senza successo, un'offerta pubblica di acquisto per la Phonofilm Corporation di Lee De Forest, che aveva inventato un sistema di sonorizzazione dei film. L'acquisizione non andò mai in porto, ma Powers assunse William Garrity, un ex-tecnico di De Forest, e riuscì a clonare il sistema Phonofilm, chiamandolo Powers Cinephone. Il vero inventore, in quel momento, si trovava in una situazione finanziaria molto debole e non riuscì ad adire a vie legali per difendere il proprio brevetto.

### Walt Disney e Ub Iwerks
L'anno seguente, Powers vendette il sistema Cinephone a Walt Disney così da poter sonorizzare i suoi cartoni animati. Uno dei primi film sonori di Disney fu il famoso Steamboat Willie, con protagonista Topolino. Non riuscendo a trovare un distributore per i suoi cartoon sonori, Disney si affidò alla Celebrity Pictures di Powers.
Nel 1930 la società Disney Brothers Productions di cui Ub Iwerks possedeva il 20% si sciolse su decisione dei fratelli Disney in quanto poco prima e segretamente Iwerks accettò un'offerta finanziaria di Pat Powers. Il produttore riuscì a convincere Iwerks di essere l'unico e reale artefice del grande successo delle serie animate di Topolino e delle Sinfonie allegre, spingendo Ub ad uscire dalla società e a fondare l'Iwerks Studio, mentre la reale intenzione di Powers era fare terra bruciata attorno ai Disney, porli in difficoltà nella produzione così da costringerli ad accettare penalizzanti condizioni. I fratelli Disney preferiscono invece rischiare assumendo nuovi e talentuosi animatori che pur di lavorare nel famoso studio accettano di lavorare a paga ridotta, riuscendo in breve tempo a superare la perdita del loro miglior animatore. L'Iwerks Studio, al contrario, non ottenne un grande successo di pubblico né grossi consensi; fu contrastata dalla creatività e organizzazione sia della Disney sia dai potenti e allora in auge Fleischer Studios (autori di Braccio di Ferro). Dopo solo sei anni di solitaria avventura nel 1936 sarà proprio Pat Powers, assieme ad altri finanziatori, a ritirare l'appoggio economico allo studio di Iwerks, che lasciato solo, fallirà poco dopo.

## Filmografia

### Regista
- A Frozen Ape (1910)
- The Nurse (1912)
- His Neighbor's Wife (1912)
- For the Good of All (1912)
- The Crime of Thought (1915)